# Coppa Italia Primavera 1992-1993
La Coppa Italia Primavera 1992-1993 è stata la ventunesima edizione del torneo riservato alle squadre giovanili iscritte al Campionato Primavera. Il detentore del trofeo era l'Empoli.
La vittoria finale è andata all'Udinese per la prima volta nella sua storia. La squadra friulana ha raggiunto la finale eliminando Varese, Prato, Milan, Venezia ed Inter.

## Finale
| Squadra 1 | Totale | Squadra 2 | Andata | Ritorno |
| --------- | ------ | --------- | ------ | ------- |
| Atalanta  | 3 - 4  | Udinese   | 1 - 1  | 2 - 3   |

| Arbitro: | Bianchi (Prato) |

| |            | |
| Rovaris 41’ | Marcatori  | 67’ (aut.) Rovaris |
| · Ambrosio · Foglio · Tresoldi · Viali · Pavan · Capecchi · Pisani · Tacchinardi · (66' Salvi) Savoldi · (71' Morfeo) Poleni · Rovaris | Formazioni | · Testaferrata · Livon · Negyedi · Trangoni · Compagnon · Pierini · Izzo · Caleri · Fusco · Mauro (71' Bachini) · Clinaz (80' Specogna) |
| Prandelli | Allenatori | Spinozzi |

| Arbitro: | Mulonia (Reggio Calabria) |

| |            | |
| Compagnon 58’ Fusco 95’ Pierini 109’ | Marcatori  | 10’ (rig.) Poloni 92’ Capecchi |
| · Testaferrata · (54' Budini) Specogna · Negyedi · Trangoni · Compagnon · Pierini · Bachini · Caleri · Fusco · (113' Molinari) Mauro · Izzo | Formazioni | · Ambrosio · Foglio · Tresoldi · Viali · Zanardo · Capecchi (110' Locatelli) · Salvi (62' Morfeo) · Casamenti · Pisani 28’ · Poloni · Rovaris |
| Spinozzi | Allenatori | Prandelli |